# El Pueblo de Los Ángeles
El monumento histórico El Pueblo de Los Ángeles (Pueblo de Los Angeles Historical Monument), también conocido como distrito histórico Plaza de Los Ángeles (Los Angeles Plaza Historic District) y anteriormente conocido como parque histórico estatal El Pueblo de Los Ángeles (Pueblo de Los Angeles State Historic Park), es un área de interés turístico declarado monumento histórico en Los Ángeles, EE. UU., que abarca las calles más antiguas de la ciudad, fundada en 1781 por los españoles.
El distrito, centrado en la antigua plaza, fue el centro de la ciudad bajo el dominio español (1781-1821), mexicano (1821-1847) y estadounidense (tras 1847) durante la mayor parte del siglo XIX. El área de El Pueblo, un total de 44 acres, fue designada monumento histórico estatal en 1953 y figura en el Registro Nacional de Lugares Históricos desde 1972.

## Historia

### Fundación del Pueblo
Una placa frente a la Plaza Vieja conmemora la fundación de la ciudad. En ella dice: «El 4 de septiembre de 1781, once familias de pobladores (44 personas incluidos niños) llegaron a este lugar desde el Golfo de California para establecer un pueblo que se convertiría en la Ciudad de Los Ángeles».

España también colonizó la región de California con varios católicos africanos y mulatos, incluidos al menos diez (y hasta 26) de los 44 pobladores originales (fundadores de Los Ángeles).
Esta colonización, ordenada por el rey Carlos III se llevó a cabo bajo la dirección del gobernador Felipe de Neve. El pequeño pueblo recibió el nombre de El Pueblo de Nuestra Señora Reina de los Ángeles sobre El Río Porciúncula, en honor a la Basílica de Santa María de los Ángeles, en Italia. 
El pueblo original se construyó al sureste de la plaza actual a lo largo del río Los Ángeles y cerca de un pueblo previamente fundado por los tongvas llamado Yaanga. Durante las excavaciones en el sitio de la iglesia «se recuperaron rosarios y otros artefactos utilizados durante el período de reclutamiento de la misión». En 1815, una inundación arrasó el pueblo original y fue reconstruido más lejos del río, en la ubicación de la actual plaza.

### Crecimiento del Pueblo
Durante sus primeros 70 años, el Pueblo creció lentamente de 44 en 1781 a 1.615 habitantes en 1850, un promedio de unas 25 personas por año. Durante este período, el Distrito Histórico Plaza fue el centro comercial y social del Pueblo.
En 1850, poco después de que California pasara a formar parte de los Estados Unidos, Los Ángeles se incorporó como ciudad. Experimentó un gran auge en las décadas de 1880 y 1890, ya que su población creció de 11.200 (1880) a 50.400 (1890) y 102.500 en 1900. A medida que la ciudad crecía, el centro comercial y cultural comenzó a moverse hacia el sur, alejándose de la Plaza, a lo largo de Spring Street y Main Street.

En 1891, Los Angeles Times informó sobre el cambiante centro de la ciudad:
«El centro geográfico de Los Ángeles es la antigua plaza, pero hace tiempo que dejó de ser el centro demográfico (...) Si bien hubo un momento en que la mayoría de la población se encontraba al norte de la plaza, durante los últimos diez años el 90% de las mejoras se han realizado en la mitad sur de la ciudad (...) Estos hechos sólidos son inútiles de ignorar escondiendo la cabeza cual avestruz, y los propietarios sensatos de la mitad norte se preguntan seriamente qué deberían hacer para detener, o al menos retrasar, el desplazamiento del centro económico [de la ciudad] desde la antigua Plaza hacia la Sexta Calle [Sixth Street]».

## Conservación como parque histórico
Los 44 acres (178 061,8 m²) que rodean la Plaza y constituyen el antiguo pueblo se han conservado como un parque histórico delimitado aproximadamente por las calles Spring, Macy, Alameda y Arcadia, y Cesar Chavez Boulevard (anteriormente Sunset Boulevard). Hay un centro de visitantes en la Casa Sepúlveda (Sepúlveda House). Una organización de voluntarios conocida como Las Angelitas del Pueblo ofrece recorridos por el distrito.
El distrito incluye las estructuras históricas más antiguas de la ciudad agrupadas alrededor de la antigua plaza. Los edificios de importancia histórica incluyen la Iglesia de Nuestra Señora La Reina de Los Ángeles (1822), Ávila Adobe (1818) que es la residencia más antigua de la ciudad, el mercado de la calle Olvera, la Casa Pico (1870) y el Parque de Bomberos Old Plaza (1884). Cuatro de los edificios han sido restaurados y funcionan como museos.
Además, las excavaciones arqueológicas en el Pueblo han descubierto artefactos del período prehispánico, entre los cuales: huesos de animales, artículos para el hogar, herramientas, botellas y cerámica.
El distrito fue designado como monumento estatal en 1953, e incluido en el Registro Nacional de Lugares Históricos en 1972. Sin embargo, estos pasos no impidieron la demolición, en las próximas décadas, de numerosos edificios históricos y muy antiguos, en particular los que alguna vez formaron el borde este de la Plaza.

## Sitios principales

### La plaza
En el centro del Distrito Histórico está la plaza. Fue descrito en 1982 como «el punto focal» del parque histórico estatal, que simboliza el lugar de nacimiento de la ciudad y «separa el bullicio turístico de Olvera Street de los edificios vacíos del bloque Pico-Garnier». Construida en la década de 1820, la plaza era el centro comercial y social de la ciudad. Sigue siendo el sitio de muchos festivales y celebraciones. La plaza tiene grandes estatuas de tres personajes importantes de la historia de la ciudad: el Rey Carlos III de España, el monarca que ordenó la fundación del Pueblo de Los Ángeles en 1780; Felipe de Neve, el gobernador español de Las Californias que seleccionó el sitio del Pueblo y diseñó la ciudad; y Junípero Serra, fundador y primer jefe de las misiones de Alta California. Además de esto, la plaza está dedicada a conmemorar a los cuarenta y cuatro pobladores originales (conocidos en inglés como Los Pobladores), y a los cuatro soldados que los acompañaban. En la plaza se erigió una gran placa con sus nombres, y más tarde se colocaron placas dedicadas a las once familias individuales en el suelo que rodeaba el mirador en el centro de la plaza.

### Edificios en la Plaza

#### Iglesia
La iglesia parroquial del Casco Histórico de la Plaza, conocida como La Iglesia de Nuestra Señora la Reina de Los Ángeles, fue fundada en 1814. La estructura se completó y se dedicó en 1822. La actual iglesia, que la reemplazó, fue construida en 1861. La iglesia fue uno de los primeros tres sitios designados como Monumentos Culturales Históricos por la Ciudad de Los Ángeles, y también ha sido designado como Monumento Histórico de California.

#### Antigua estación de bomberos
La Old Plaza Firehouse es la estación de bomberos más antigua de Los Ángeles. Construido en 1884, funcionó como estación de bomberos hasta 1897. A partir de entonces, el edificio se utilizó como salón, tienda de puros, sala de billar, «hotel sórdido», mercado chino, "casa de descanso" y farmacia. El edificio fue restaurado en la década de 1950 y se inauguró como museo de extinción de incendios en 1960.

#### Parque de la Plaza de Los Ángeles
Los Ángeles Plaza Park, también conocido como Parque del Padre Serra (Father Serra Park) es un área abierta dentro de la plaza. Antiguamente se ubicaba en él el Lugo Adobe, pero se demolió en 1951. En junio de 2020, unos manifestantes derribaron una estatua del padre Junípero Serra, debido al papel de Serra durante la colonización de California.

### Pintura mural histórica
Varios eventos históricos de Los Ángeles están representados en una colorida pintura mural trampantojo.

## Parte de senderos históricos

### Sendero Histórico Nacional Juan Bautista de Anza
El Pueblo de Los Ángeles es el sitio participante del Sendero Histórico Nacional Juan Bautista de Anza, un área de Servicio de Parques Nacionales en el Sistema de Senderos Nacionales de los Estados Unidos. Se puede utilizar un mapa del recorrido en automóvil y una lista de sitios por condado para seguir el sendero.

### Viejo Sendero Español
El Pueblo de Los Ángeles fue el destino final del Viejo Sendero Español, que en 2002 se estableció como Ruta Histórica Nacional. Este sendero histórico aún no cuenta con instalaciones o servicios para visitantes, pero los museos, sitios históricos y otros monumentos a lo largo del Old Spanish Trail identifican sitios desde Santa Fe hasta Los Ángeles. También cuenta con un programa de Sellos de Pasaporte del Parque Nacional, el cual está disponible en muchos sitios a lo largo del sendero, incluido el centro de visitantes de Avila Adobe.